# Kazina Bara
Kazina Bara je naselje u općini Hadžići, Federacija BiH, BiH.

## Stanovništvo
Nacionalni sastav stanovništva 1991. godine, bio je sljedeći:
ukupno: 40
- Srbi - 31 (77,50%)
- Bošnjaci - 9 (22,50%)